# 双条纹扁蝇虎
双条纹扁蝇虎（学名：Menemetus bivittatus）为跳蛛科扁蝇虎属的动物。在中国大陆，分布于汕头等地。